# Scotina celans
Espèce
Synonymes
- Agroeca celans Blackwall, 1841

Scotina celans est une espèce d'araignées aranéomorphes de la famille des Liocranidae.

## Distribution
Cette espèce se rencontre en Europe, au Maroc, en Algérie et en Turquie.

## Description
Les mâles mesurent de 2,8 à 3,3 mm et les femelles de 3 à 4,8 mm.

## Systématique et taxinomie
Cette espèce a été décrite sous le protonyme Agroeca celans par Blackwall en 1841. Elle est placée dans le genre Scotina par Bösenberg en 1902.

## Publication originale
- Blackwall, 1841 : « The difference in the number of eyes with which spiders are provided proposed as the basis of their distribution into tribes; with descriptions of newly discovered species and the characters of a new family and three new genera of spiders. » Transactions of the Linnean Society of London, vol. 18, p. 601-670.